# Pseudalbiorix veracruzensis
Pseudalbiorix veracruzensis är en spindeldjursart som först beskrevs av Clarence Clayton Hoff 1945.  Pseudalbiorix veracruzensis ingår i släktet Pseudalbiorix och familjen Ideoroncidae. Inga underarter finns listade i Catalogue of Life.